# اوربانیتسه (ناحیه هرادتس کرالووه)
اوربانیتسه (به چکی: Urbanice) یک منطقهٔ مسکونی در جمهوری چک است که در ناحیه هرادتس کرالووه واقع شده‌است. اوربانیتسه ۳۴۱ نفر جمعیت دارد.